# 雪天使
《雪天使》（英語：Snow Angel）。2001年中華電視公司星期天晚上十點檔的第一部及最后一部作品复仇情感警察程序惊悚行动警觉犯罪威胁剧系列（2004年中華電視公司星期天晚上十點檔的第五部作品，亦為三立電視公司華人電視劇系列），由三立製作。全劇共15集，接檔《西街少年》。由三立電視製作，余蒨蒨執導，聶冰編劇，ToRo、王宇婕、顏行書、楊謹華主演。本剧于2001年1月7日在臺北开机，2001年6月24日在臺北全部杀青，2004年1月25日起於華視首播，三立都會台也於2004年1月31日起首播。
本劇是三立電視自2001年開始製作偶像劇以來第一次完全採用與劇情無直接關聯的原創性片尾。

## 故事大綱
十七年前，在逃離春暉園途中發生的一場車禍，讓相依為命的行風（顏行書飾）和紀騰（ToRo飾）兄弟從此分離（兄弟倆失散前，紀騰的名字叫「小雷」）。十七年後，行風成為有權有勢的「永基集團」企業繼承人，紀騰卻是家境清寒的牧場馬伕，而他們的重逢，竟然是因為愛上了雪桐（王宇婕飾）。

## 演員陣容

### 齊家/永基集團/Bazaar99
| 角色   | 演員   | 介紹 | 年齡                         |
| 齊雪桐 | 王宇婕 | 雪桐、小桐，鹹蛋超人、Bazaar小公主。 齊家大小姐，看似擁有一切的外表下，藏有一顆孤獨寂寞的心。在雪桐4歲那年，由於無法接受母親已過世的事實，便開始變得沉默，醫師建議可讓小雪桐和年紀相仿的孩子多接觸，因此父親齊家石便帶著小雪桐到春暉園觀賞孩子們的表演，就在這裡，小雪桐認識了小雷（未來的紀騰），並有了他們第一個共同記憶－雪天使的傳說。 十七年後，雪桐變成揮金如土的任性小公主，而紀騰則是清寒的牧場馬伕。因緣際會之下再度相遇的兩人，此時已互不相識，他們將會擦出什麼樣的火花呢？ | 21歲－兩年後－23歲           |
| 齊行風 | 顏行書 | 行風 永基集團董事長，齊雪桐養兄、丈夫。 十七年前和弟弟小雷（紀騰）失散，後來被齊家石收養，而成為有權有勢的永基集團繼承人。 對於雪桐，行風是百般呵護。面對齊家石的要求，他沒有怨言。因為，擔起永基集團，是他的責任，而保護雪桐，更是他一生的夢想。 最后一集（大结局），2000年5月28日，齊行風在午间新闻时于臺北華視近被大型蒙华汽车火灾花火“死亡去世大火”最大事故豪华车起火死亡后逝世于最后一集（大结局）。                                                                             | 28歲－兩年後－死亡去世逝世后 |
| 齊家石 | 張復健 | 前永基集團董事長，雪桐之父、行風養父。 經歷喪妻之痛，使他體認到親情的可貴，因此對獨生女雪桐百般寵愛。由於永基集團為家族企業，非齊家人沒有說話的餘地，他了解若退下董事長一職，行風勢必會被逐出永基集團，而雪桐就只有被欺負的份，因此表面上讓行風擔任董事長特助，實際上則將行風暗暗培養成接班人，並讓行風與雪桐結為連理，如此一來行風便可進入齊氏家族，也可名正言順繼承永基集團。 | －                           |

### 紀家/牧場
| 角色   | 演員   | 介紹 | 年齡               |
| 紀騰   | ToRo   | 紀騰、小雷、RENO 十七年前在一場車禍中和哥哥小風（行風）失散，後來被紀大山收養，成為「紀騰」。 十七年後，兄弟倆度再重逢，也和雪桐相遇。在不知行風就是親哥哥小風的情況下，和行風一樣愛上了雪桐，進而引發三人之間的愛恨糾葛。直到紀騰和雪桐倆人殉情前不久，行風知道了紀騰就是失散多年的弟弟。兩年後，行風在喪失記憶的紀騰心中建立起好哥哥的形象，而行風也一手遮天，對紀騰隱瞞了過去他和雪桐的一切，並讓雪桐在他心中徹底變成陌生人。這時的雪桐對紀騰來說，除了大嫂之外什麼都不是，這也讓雪桐傷透了心。不過，雪桐並沒有放棄，她不斷想辦法幫助紀騰找回自己，更積極尋找屬於他們的過去……。最後，皇天不負苦心人，紀騰恢復了記憶，想起了雪桐，但也想起了行風對他的欺騙。原本應該憎恨，但又感受到行風這兩年來的無微不至，也了解行風真心深愛著雪桐。他雖不想對不起雪桐，但更不能傷害哥哥。在親情與愛情只能二擇一的情況下，紀騰該如何選擇？ | 23歲－一年後－25歲 |
| 紀大山 | 勾峰   | 紀叔 紀騰養父。 和紀騰、紀傑三人一同管理著牧場。 由於對父親的怨恨，使得紀騰不願再喊一聲「爸爸」，因此只肯喊收養他的紀大山「紀叔」。 | －                 |
| 紀傑   | 唐家豪 | 阿傑 紀大山之子，稱紀騰為兄。 本來和父親、紀騰一起打理牧場，本身也有擺夜市地攤，不過後來跑到日本去當壽司學徒了。 | －                 |

### 威氏集團/威世廣場
| 角色     | 演員   | 介紹 | 年齡 |
| Elaine梁 | 楊謹華 | Elaine 威氏集團執行副總裁。 原是永基集團高層職員，在美國求學時就對行風有好感，但由於行風在乎的只有雪桐，對她的愛慕之情視而不見，令她痛心不已，因此便由愛生恨，開始展開一連串瘋狂的報復行為。雖然如此，她其實對行風的感情還是放不下……。 | －   |
| 劉董事長 | 王道   | 威氏集團董事長。 | －   |

### 其他
| 角色             | 演員     | 介紹 | 年齡 |
| 馬茜             | 張思萍   | 神話磨坊駐唱歌手。 對紀騰有好感。本來跟雪桐互看不順眼，後來在父親病危時，雪桐伸出了援手，找來直昇機把馬茜父親送到永基集團旗下醫院急救才得以保住性命。因此兩人關係由互槓轉為友好。 | －   |
| 林照霆           | 高山峰   | 齊雪桐前男友、松阪集團臺灣區代表。 原本想藉永基集團力量來提升自家已跌到不行的股票，才來追求雪桐，但是精練的行風早已摸透林照霆不安好心，而雪桐也是抱著玩玩的心態，對他根本沒意思。因此行風便以提升股票為條件，要他離開臺灣、離開雪桐。後來投靠於松阪，並成為松阪集團臺灣區代表，也和威氏集團聯手拿下永基集團。不過最後在Elaine的幫助下，行風還是拿回永基的主導權，保住了永基集團。 | －   |
| 關志偉           | 鍾昀呈   | 林照霆酒肉之友，一樣不是什麼好傢伙。 | －   |
| 旺叔             | 陳博正   | | －   |
| 瘦猴             | 王凯     | - |      |
| 春暉園院長       | 曾晴     | 春暉園的院長。 和十七年前的院長大不相同，是一位真正有愛心的院長。也許就是因為這樣，才讓原本壓榨童工的春暉園轉變為真正的慈善機構。 | －   |
| 小昆             | 王欣逸   | 春暉園裡的小朋友。給人的感覺很像是從前的小雷（紀騰）。 | －   |
| 小桐（幼時雪桐） | 許瓊云   | 由於幼小的心靈無法接受母親已經過世，而變得沉默，後來在春暉園注意到小雷之後才又開口說話。和小雷有個共同記憶－雪天使的傳說。 在聽說春暉園並不是好地方之後，小雪桐希望父親能照顧小風和小雷，齊家石答應了。就在去探望兄弟倆的半路上，撞上了兄弟倆，兄弟倆被撞下了橋，齊家石見狀趕緊上前搶救。最後，小風得救了，可是，卻來不及救小雷……。                                               | 4歲  |
| 小風（幼時行風） | 陳冠廷   | 在父親失手殺害母親之後，被他們那如同惡魔般的父親拋棄於春暉園。後來有一晚，小雷發了高燒，病況危急，他便冒雨揹著小雷逃出春暉園，結果在半路和齊家石的車發生碰撞，竟將他們給撞下橋……，齊家石見狀趕緊上前搶救。最後，小風得救了，可是，卻來不及救小雷……。 | 11歲 |
| 小雷〈幼時紀騰〉 | 黃邦明   | 在父親失手殺害母親之後，被他們那如同惡魔般的父親拋棄於春暉園。後來有一晚，小雷發了高燒，病況危急，小風便冒雨揹著小雷逃出春暉園，結果在半路和齊家石的車發生碰撞，竟將他們給撞下橋……，齊家石見狀趕緊上前搶救。最後，小風得救了，可是，卻來不及救小雷……。 | 6歲  |
| 松阪幸助         | 內田忠克 | 本名渡邊龍之助。 表面上是松阪集團社長，實際上是日本黑道組織「黑龍會」的老大。 | －   |
| 前春暉園院長     | 劉亮佐   | 十七年前的春暉園院長。 春暉園，表面上為慈善機構，其實是假借慈善之名向企業募款坐收暴利，而春暉園內部則是不斷壓榨童工。當時的春暉園對孤苦無依的孩子們來說不是溫暖的家，而是惡魔居住的人間煉獄。 | －   |
| K one            | K one    | | －   |
| 小風、小雷父親   | 薛志正   | 花天酒地，嗜錢如命。18年前殺死妻子，遺棄小風小雷的惡人。 | －   |
| 小風、小雷母親   | 丁國琳   | 18年前在和丈夫的爭執中被丈夫殺死。生前曾告訴小風小雷雪天使的傳說。 | －   |

## 製作團隊
- 導演: 余蒨蒨
- 製作人: 陳玉珊
- 統籌: 張臻䔶  吳凱蕙
- 腳本: 趙志堅
- 製作擔當: 譚永信 任子成
- 場務: 林寅生 林志豪
- 美術總監: 鄭靄雲
- 造型: 張桂芳 楊月溶 蔡嘉紜
- 服裝: 林欣宜
- 攝影照明: 劉恩傑
- 劇照: 涂敏勝
- 剪輯: 顧正言
- 後期剪輯: 胡梅玲 蔡惠蘭
- 動畫視覺: 洪世彬 陳又綿
- 音樂: 聲動 黃志龍
- 音效: 聲動 施景弘

## 制作
2001年1月7日在臺北举行开机仪式，并在2001年6月24日正式在臺北全部杀青。

## 外部連結
- 華視官方網站

## 作品的變遷
| 臺灣 華視主頻 每週日 21:40 - 23:10 · 2/8起，改為 21:30 - 23:00                                 | 臺灣 華視主頻 每週日 21:40 - 23:10 · 2/8起，改為 21:30 - 23:00      | 臺灣 華視主頻 每週日 21:40 - 23:10 · 2/8起，改為 21:30 - 23:00 |
| ---------------------------------------------------------------------------------------------- | ------------------------------------------------------------------- | -------------------------------------------------------------- |
|                                                                                                | 雪天使 （2004年1月25日－2004年5月2日（最后一集大结局）（The End）） |                                                                |
| 西街少年 （2003年9月21日－2004年1月4日） 西街少年－完全星娛樂 （2004年1月11日－2004年1月18日） | 紫禁之巔 （2004年5月9日－2004年8月29日）                            |                                                                |

| 臺灣 三立都會台 每週六 21:00 - 22:30                                                            | 臺灣 三立都會台 每週六 21:00 - 22:30     | 臺灣 三立都會台 每週六 21:00 - 22:30 |
| ----------------------------------------------------------------------------------------------- | ---------------------------------------- | ------------------------------------ |
|                                                                                                 | 雪天使 （2004年1月31日－2004年5月8日）   |                                      |
| 西街少年 （2003年9月27日－2004年1月10日） 西街少年－完全星娛樂 （2004年1月17日－2004年1月24日） | 紫禁之巔 （2004年5月15日－2004年9月4日） |                                      |